# Oleg Grebnev
Oleg Gennadjevitj Grebnev (ryska: Олег Геннадьевич Гребнев), född 4 februari 1968 i Volgograd, är en rysk tidigare handbollsspelare (mittsexa). Han är 2,06 meter lång. Han var med och tog OS-guld 1992 i Barcelona.

## Klubbar
- CSKA Moskva (1986–1988)
- GK Kaustik Volgograd (1988–1996)
- HSV Düsseldorf (1996–1998)
- BM Ciudad Real (1998–2002)
- Dunaferr SE (2002–2003)
- CBM Gáldar (2003)